# Đại Cryptic
Đại Cryptic hay đại Bí ẩn là một thuật ngữ không chính thức để chỉ thời kỳ tiến hóa địa chất sớm nhất của Trái Đất và Mặt Trăng. Nó là đại cổ nhất của liên đại Hỏa Thành (không chính thức), và nói chung được chấp nhận là bắt đầu vào khoảng 4.567,17 triệu năm trước khi Trái Đất và Mặt Trăng hình thành. Không tồn tại các mẫu vật có niên đại vào khoảng thời gian chuyển tiếp từ đại Cryptic sang đại kế tiếp theo là đại Nhóm Lòng chảo của Mặt Trăng (xem thêm bài tiền Nectar), mặc dù đôi khi người ta cho rằng nó kết thúc vào khoảng 4.150 triệu năm trước đối với một hoặc cả hai thiên thể này. Cả đại này lẫn các đại khác của liên đại Hỏa Thành đều không được Ủy ban quốc tế về địa tầng học (ICS) công nhận một cách chính thức.
Đại này là bí ẩn là do có rất ít chứng cứ địa chất còn tồn tại từ thời gian này. Phần lớn các hình thái đất đá thời kỳ này có lẽ đã bị phá hủy trong thời kỳ bắn phá ban đầu, hay bị phá hủy bởi các hiệu ứng của các kiến tạo địa tầng sau này. Trong thời kỳ này, Trái Đất được bồi đắp để lớn dần lên, các phần bên trong của nó phân hóa và bề mặt nóng chảy của nó bắt đầu đông đặc lại. Sự va chạm (giả thuyết trong Thuyết va chạm khổng lồ) đã dẫn tới sự hình thành của Mặt Trăng cũng diễn ra vào thời kỳ này. Các khoáng chất cổ nhất đã biết là của thời kỳ này